# ببغاء تيمنه
ببغاء تمنة أو تيمنة(الاسم العلمي: Psittacus timneh)، المعروف أيضًا بببغاء تمنة الرمادي أو ببغاء تمنة الرمادي الأفريقي، هو ببغاء غربي أفريقي. كان يُصنف سابقًا على أنه نوع فرعي من الببغاء الرمادي، وهو يعتبر اليوم نوعًا بذاته.
وُصف ببغاء تمنة رسميًا عام 1844 من قبل عالم الحيوان البريطاني لويس فريزر. صاغ فريزر الاسم العملي (Psittacus timneh) وأطلق على النوع المحلي اسم "تمنة، دولة سيراليون"، نسبة إلى شعب تيمني وهي مجموعة عرقية تعيش في الغالب في المقاطعة الشمالية لسيراليون. صنف ببغاء تمنة سابقًا على أنه نوع فرعي من الببغاء الرمادي ولكنه يعتبر اليوم نوع منفصل بناءً على نتائج دراسة وراثية ومورفولوجية نُشرت في عام 2007.
تم التعرف على نوعين فرعيين لهذا النوع من الببغاء:
- P. t. timneh، لويس فريزر 1844، جنوب غينيا إلى سيراليون وليبيريا ومالي وغرب ساحل العاج.
- P. t. princeps ، بويد ألكسندر، 1909، برينسيبي، جزيرة قبالة الساحل الغربي لأفريقيا.

## الوصف
يبلغ طول الببغاء 28-33 سم (11-13 بوصة) ويزن 275-375 جرامًا (9.7-13.2 أونصة)، وهو ببغاء متوسط الحجم. ريشه رمادي مرقش بشكل أساسي ، مع قناع وجه أبيض وعيون صفراء شاحبة. بالمقارنة مع نوع الببغاء الرمادي (P. erithacus) ، فإن التمنه أصغر حجما وأغمق لونًا ويملك ذيل كستنائي داكن (بدلاً من القرمزي) وبقعة بلون على الفك العلوي. ببغاء تمنة ذكي ومقلد ماهر مثل الببغاء الرمادي. قد يكون ببغاء تمنة أقل توترا وأكثر انفتاحا حول البشر، ويمكن أن يتعلم التحدث في سن أصغر من الببغاء الرمادي.